# Słoweńscy posłowie do Parlamentu Europejskiego 2014–2019
Węgierscy posłowie VIII kadencji do Parlamentu Europejskiego zostali wybrani w wyborach przeprowadzonych 25 maja 2014.

## Lista posłów
Wybrani z listy Słoweńskiej Partii Demokratycznej
- Patricija Šulin
- Romana Tomc
- Milan Zver

Wybrani z listy Nowej Słowenii i Słoweńskiej Partii Ludowej
- Lojze Peterle (NSi)
- Franc Bogovič (SLS)

Wybrana z listy Socjaldemokratów
- Tanja Fajon

Wybrany z listy Demokratycznej Partii Emerytów Słowenii
- Ivo Vajgl

Wybrany z listy Verjamem
- Igor Šoltes